# Бутервек, Фридрих
Фридрих Бутервек (нем. Friedrich Ludewig Bouterwek; 15 апреля 1766, недалеко от Гослара — 9 августа 1828, Гёттинген) — немецкий философ и историк литературы, основатель философии виртуализма.

## Биография
Литературную деятельность начал изданием стихотворений и романа «Graf Donomar» (2 т., Гёттинген, 1791—1792; второе издание, 3 тома, 1798—1800). С 1791 года читал в Геттингене лекции по философии.
В 1818 году в Гёттингене вышли в свет его «Kleine Schriften», с автобиографией. В своих философских исследованиях он сначала является ревностным кантианцем, а потом становится ближе к Ф. Якоби. Первым философским его сочинением было: «Ideen zu einer allgemeinen Apodiktik» (2 т., Геттинген, 1799); в некотором противоречии с этой книгой стоят изданный в 1813 году «Lehrbuch der philos. Wissenschaften» (Геттинген, 2 т.) и «Religion der Vernunft» (Геттинген, 1824 г.) — сочинения, в которых он стоит за непосредственность веры.
По этому вопросу, равно как и по воззрениям, изложенным в книге «Aesthetik», ему пришлось выдержать борьбу со значительными противниками. Полезный вклад в науку сделал он своей «Geschichte der neuern Poesie und Beredsamkeit» (12 т., Геттинген, 1800—1819) — сочинением, которое и теперь не утратило своей цены и в своё время оказало значительное влияние на романтиков и на Уланда. Отдел, касающийся истории испанской литературы и красноречия, переведен на испанский язык и значительно дополнен Иосифом Гомес-де-ла-Кортина и Ник. Гугельдо де-Молинедо (3 т., Мадрид, 1828).
Бутервек издал также «Sämmtliche poetische Werke» Эрнста Шульце. Мейер напечатал «Briefe J. H. Jacobi’s an B.» (Геттинген, 1868).

## Философия виртуализма
В молодости Бутервек был восторженным последователем И. Канта, но с возрастом всё более отходил от кантовской философии. В сочинении «Идея аподиктики» Бутервек выработал собственное философское учение, названное им виртуализмом (от лат. virtus — сила). В этой работе философ попытался переосмыслить кантовский критицизм с точки зрения психологизма. По мнению Бутервека, только посредством эмпирического самопознания мы можем познать себя как действующих индивидуальностей. Это самонаблюдение даёт нам ключ к объяснению внешнего мира: благодаря тому, что наша воля при своём действии наталкивается на внешнее сопротивление, мы познаём бытие как множество действующих сил. Таким образом, самопознание, в котором мы познаём самих себя как существ, обладающих волей, раскрывает нам тайну вещей, которые оказываются, как и мы, живыми силами. По мнению немецкого историка философии В. Виндельбанда, виртуализм Бутервека оказал влияние на основоположника французского спиритуализма Мен де Бирана и на философию воли А. Шопенгауэра.